# 朱文武
朱文武（？—），男，中国计算机科学家，清华大学教授，现任清华大学计算机系副主任。欧洲科学院外籍院士，AAAS Fellow，IEEE Fellow，SPIE Fellow。

## 生平
1996年毕业于纽约大学，获博士学位。